# Heligmonevra miniata
Heligmonevra miniata är en tvåvingeart som beskrevs av H. Oldroyd 1960. Heligmonevra miniata ingår i släktet Heligmonevra och familjen rovflugor.
Artens utbredningsområde är Madagaskar. Inga underarter finns listade i Catalogue of Life.